# Aire d'attraction de Gourin
L'aire d'attraction de Gourin est un zonage d'étude défini par l'Insee pour caractériser l’influence de la commune de Gourin sur les communes environnantes. Publiée en octobre 2020, elle se substitue à l'aire urbaine de Gourin, qui se composait d'une commune dans le zonage de 2010.

## Définition
L'aire d'attraction d'une ville est composée d’un pôle, défini à partir de critères de population et d’emploi ainsi que d’une couronne constituée des communes dont au moins 15 % des actifs travaillent dans le pôle. Le pôle d’attraction constitue ainsi un point de convergence des déplacements domicile-travail,.

## Type et composition
L’aire d'attraction de Gourin est une aire intra-départementale qui comporte 3 communes dans le Morbihan. 
Elle est catégorisée dans les aires de moins de 50 000 habitants.
Dans la région, la population est relativement peu concentrée dans les pôles. Ainsi, moins d’un tiers de la population y vit contre plus de la moitié au niveau national. Ce n’est pas le cas pour l’aire d'attraction de Gourin qui présente une population de 5 100 habitants localisés dans la région et dont 74,6 % résident dans le pôle.
En Bretagne, la population augmente de 0,6 % par an en moyenne entre 2007 et 2017 (+ 0,5 % en France). Pour l’aire de Gourin, elle est par contre en diminution puisqu'elle baisse de -0,8 %. Le nombre d’emplois présents dans l’aire d’attraction est de 1 941.

### Carte

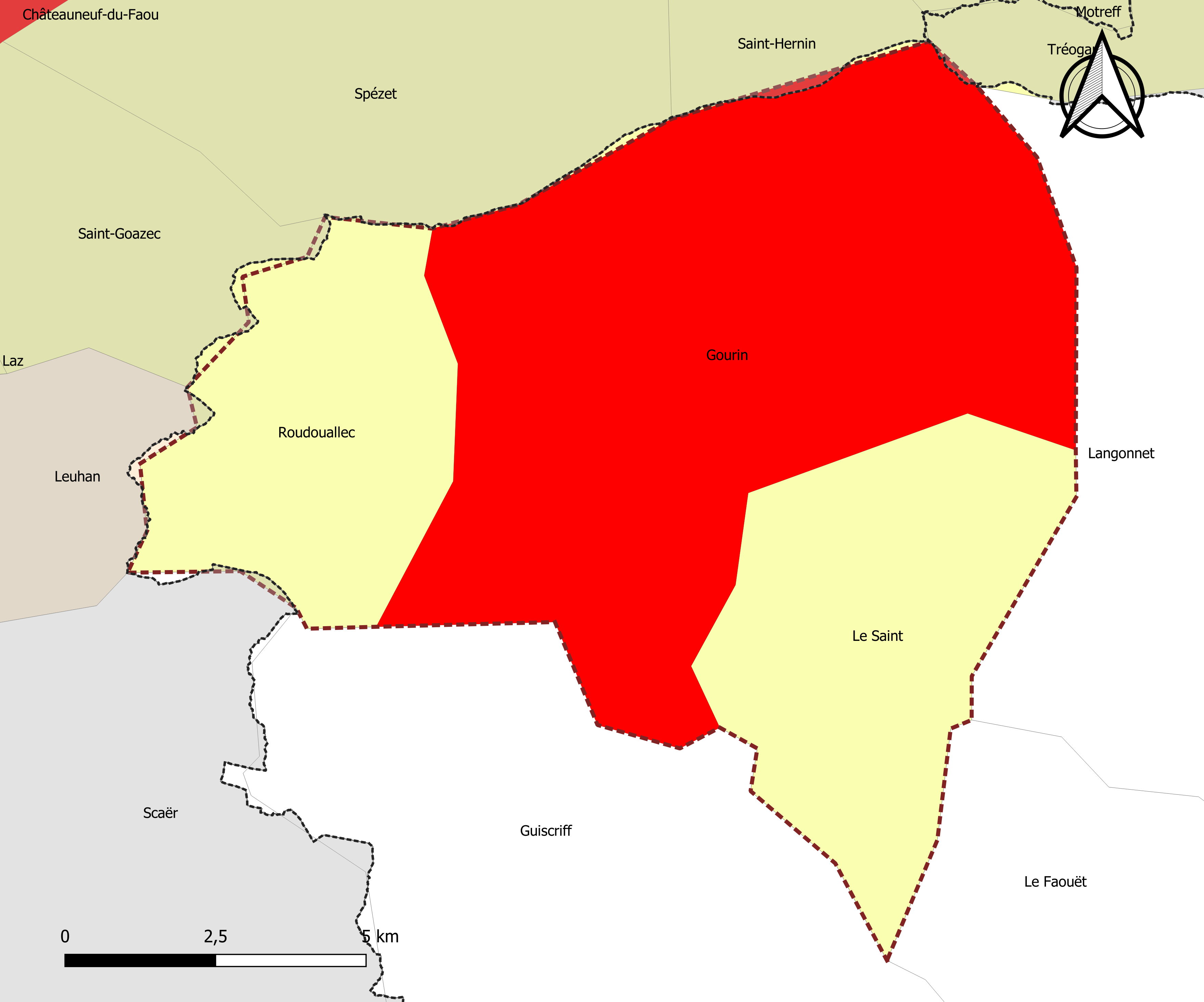
Carte de l'aire d'attraction de Gourin.
Commune-centre
Commune de la couronne

### Composition communale
| Nom                     | Code Insee | Département | Statut                 | Superficie (km2) | Population (dernière pop. légale) | Densité (hab./km2) | Modifier                                    |
| ----------------------- | ---------- | ----------- | ---------------------- | ---------------- | --------------------------------- | ------------------ | ------------------------------------------- |
| Gourin (commune-centre) | 56066      | Morbihan    | commune-centre         | 74,72            | 3 892 (2022)                      | 52                 | modifier les données · modifier les données |
| Roudouallec             | 56199      | Morbihan    | commune de la couronne | 24,82            | 715 (2022)                        | 29                 | modifier les données · modifier les données |
| Le Saint                | 56201      | Morbihan    | commune de la couronne | 31,03            | 611 (2022)                        | 20                 | modifier les données · modifier les données |